# Frygisk hjälm

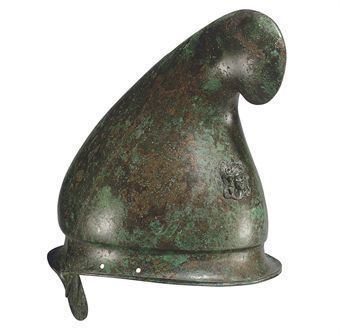
Frygisk hjälm av den typ som i konsten används för Alexander den Stores trupper. Den saknar dock sitt käkskydd.

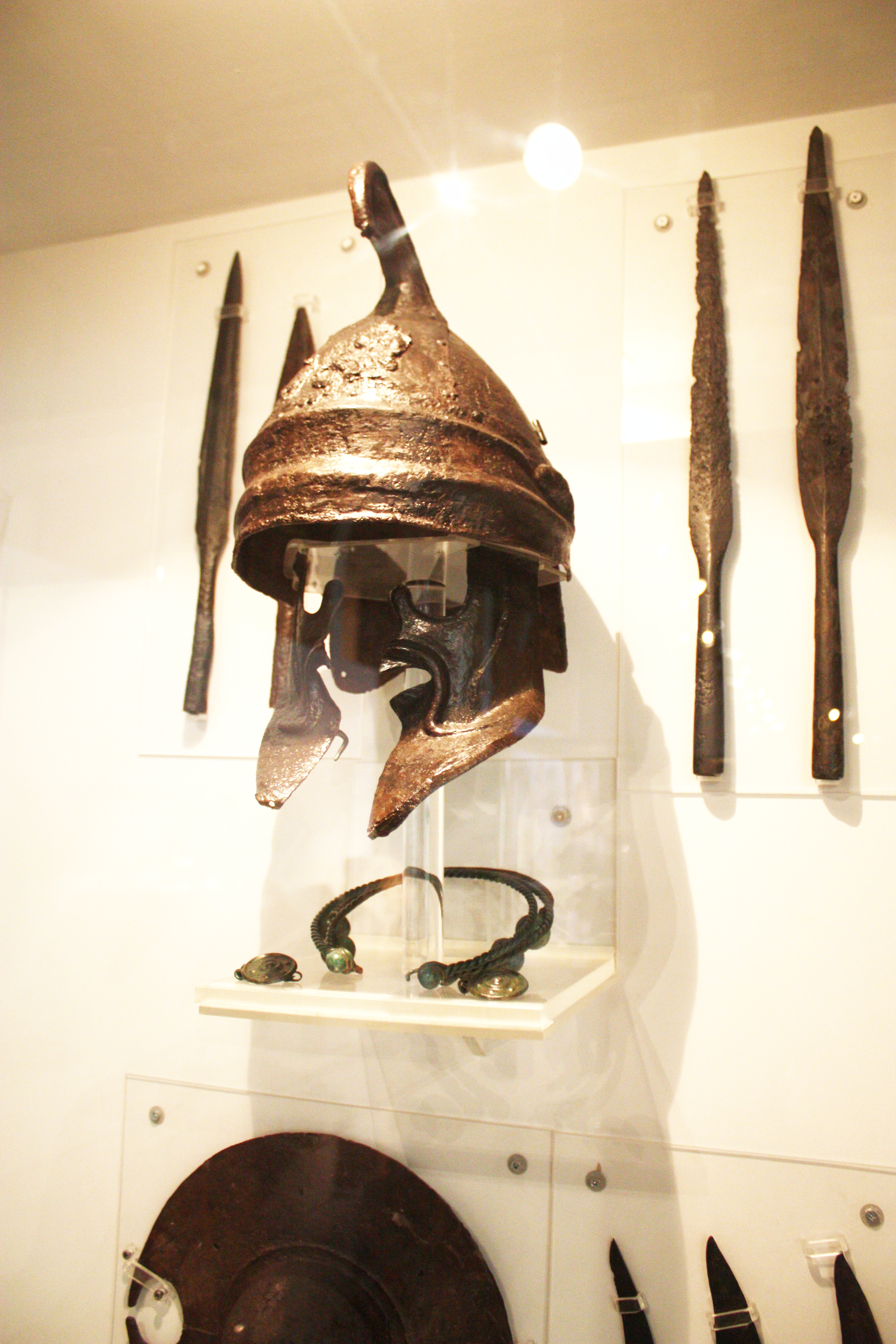
Frygisk hjälm med stort käkskydd.

Frygisk hjälm, även känd som Trakisk hjälm, var en typ av hjälm med ursprung i antikens Grekland och som var vanlig i Trakien, Dakien, Magna Graecia och i hela den hellenska världen. Den användes även under det romerska imperiet.

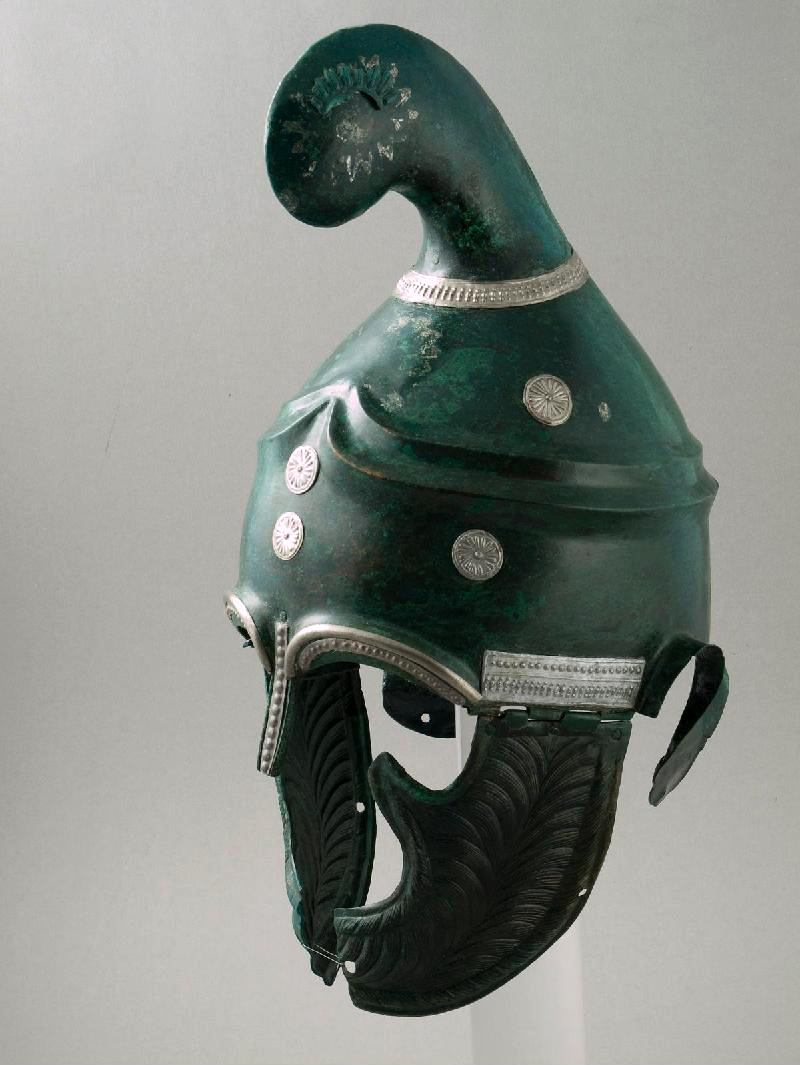
Frygisk eller trakisk hjälm.

## Utseende
Namnet som denna hjälm fått kommer från dess form, särskilt från dess höga och framåtlutande spets, som efterliknar den frygiska mössan. Denna mössa var oftast gjord av läder, och bars företrädesvis av frygier och traker. Som andra typer av grekiska hjälmar så var de flesta frygiska hjälmarna tillverkade av brons. Själva hjälmskålen utarbetades oftast från bronsplåt, även om den framåtlutande avslutningen oftast utarbetades separat och nitades fast. Den framåtlutande delen på hjälmen var troligen skydd för hugg och slag som kom ovanifrån. Dessutom skyddades ansiktet ytterligare med käkskydden, vilka ibland var så stora att de endast lämnade mindre hål för ögon och näsa. Hjälmarna kunde även bli graverade eller utsmyckade med exempelvis skägg eller mustascher.

## Användning

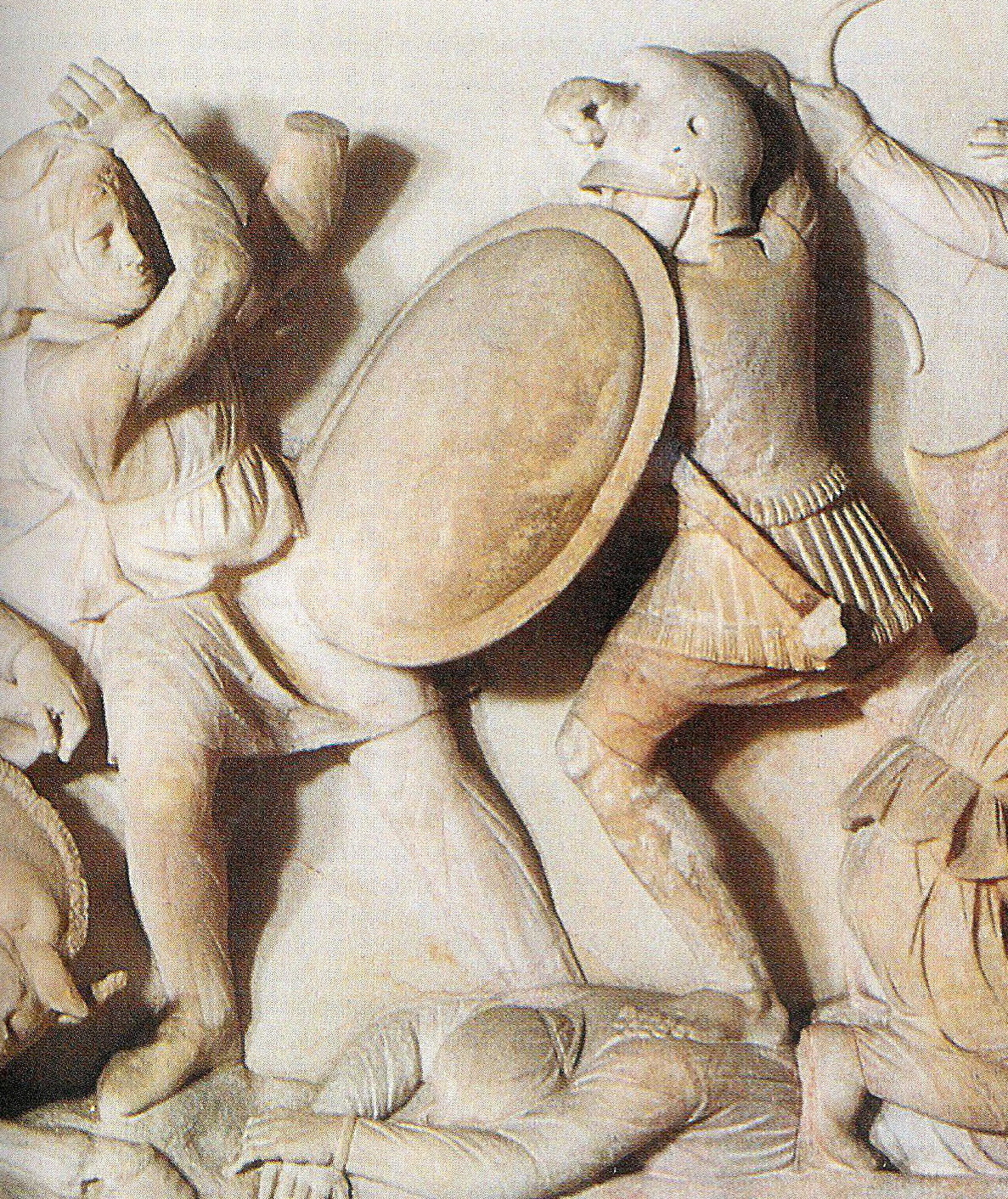
Antik avbildning av en Makedonsk infanterist (vänster). Han är utrustad med en typisk frygisk/trakisk hjälm. Alexandersarkofagen.

Den frygiska hjälmen bars av kavalleriet i Makedoniens armé under kung Filip II, men det sägs att hans son Alexander den Store föredrog den öppna beotiska hjälmen för sitt kavalleri, enligt rekommendation av Xenophon. Den kungliga graven i Vergina innehöll en hjälm som är en variant av den frygiska, utmärkande är att den var av järn, vilket ytterligare förstärker dess användning inom kavalleriet. Den frygiska hjälmen förekommer ofta i representationer av Alexander den Stores infanteri, såsom på Alexandersarkofagen. Den frygiska hjälmen användes frekvent mot slutet av antiken och den ersatte den korintiska hjälm som hade uppstått under 500-talet f.Kr.

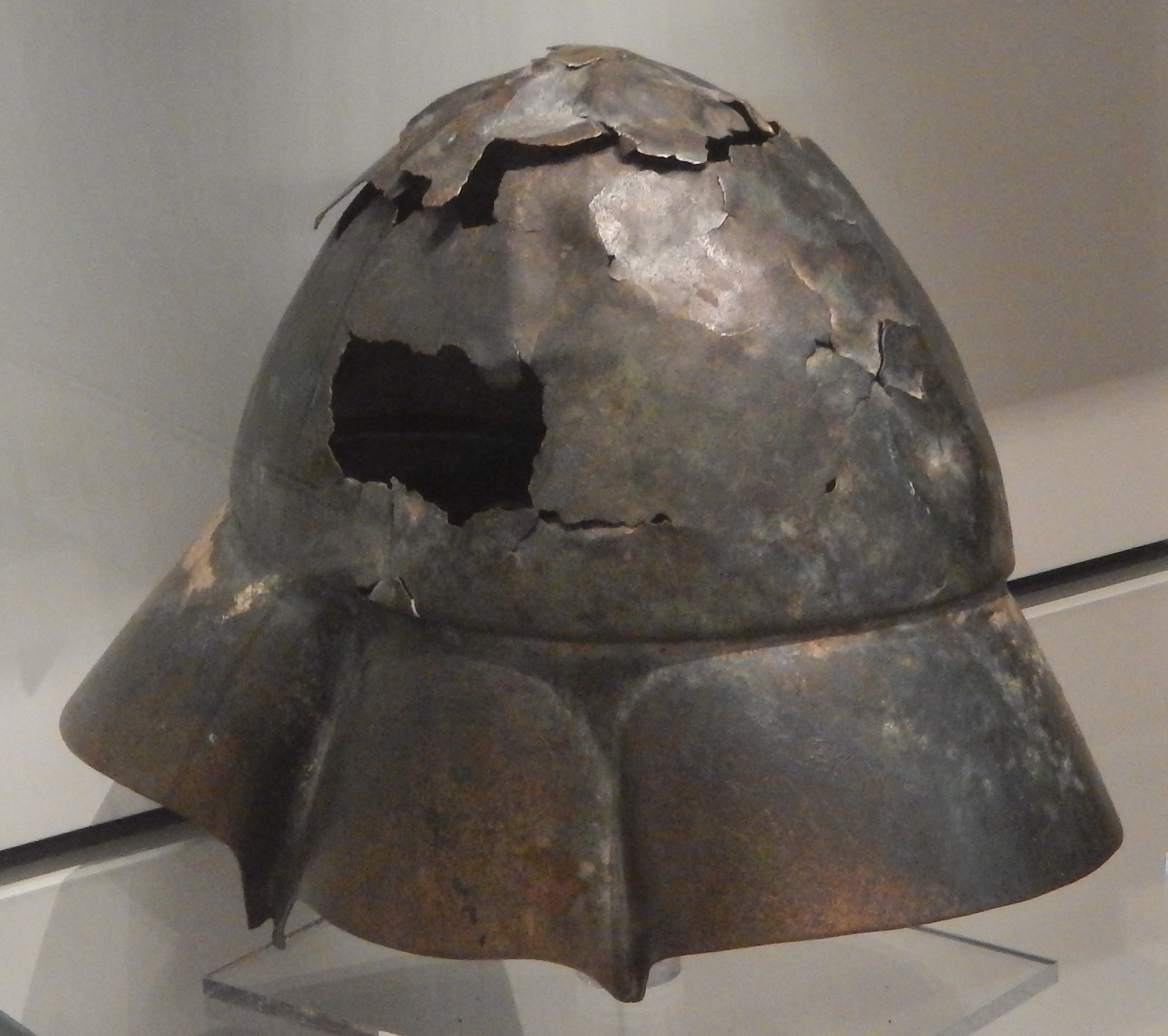
Beotisk hjälm.